# Orašje Zubci
Orašje Zubci (cyr. Орашје Зубци) – wieś w Bośni i Hercegowinie, w Republice Serbskiej, w mieście Trebinje. W 2013 roku liczyła 22 mieszkańców.